# Jan Lunding
Jan Lunding, född 14 februari 1933, är en svensk arkitekt.
Efter examen vid Djursholms samskola 1951 studerade Lunding vid Kungliga tekniska högskolan, med examen 1956. Han arbetade fem år hos Carl Nyrén, bland annat med Lärarhögskolan i Malmö, innan han anställdes som arkitekt vid Kooperativa förbundets arkitektkontor (KFAI). Under Mats Erik Molanders chefskap kom han att bygga flera Domusvaruhus i landsorten, bland annat Domushuset i Kristianstad. Han ansvarade för tillbyggnaden av KF-huset i Stockholm från 1936, senare under egen firma. Tillbyggnaden vid Stadsgården, det så kallade ”Glashuset” invigdes 1974 och utmärker sig genom den helglasade, svagt lutande fasaden mot Saltsjön. Samtidigt ritade han ombyggnaden för Sjömansinstitutet. Även trettio år senare, vid ombyggnaden 2004-2007 anlitades Lunding igen, nu som rådgivande arkitekt. 1970 vann han arkitekttävlingen kring SAS storhotell i Oslo.

## Bilder

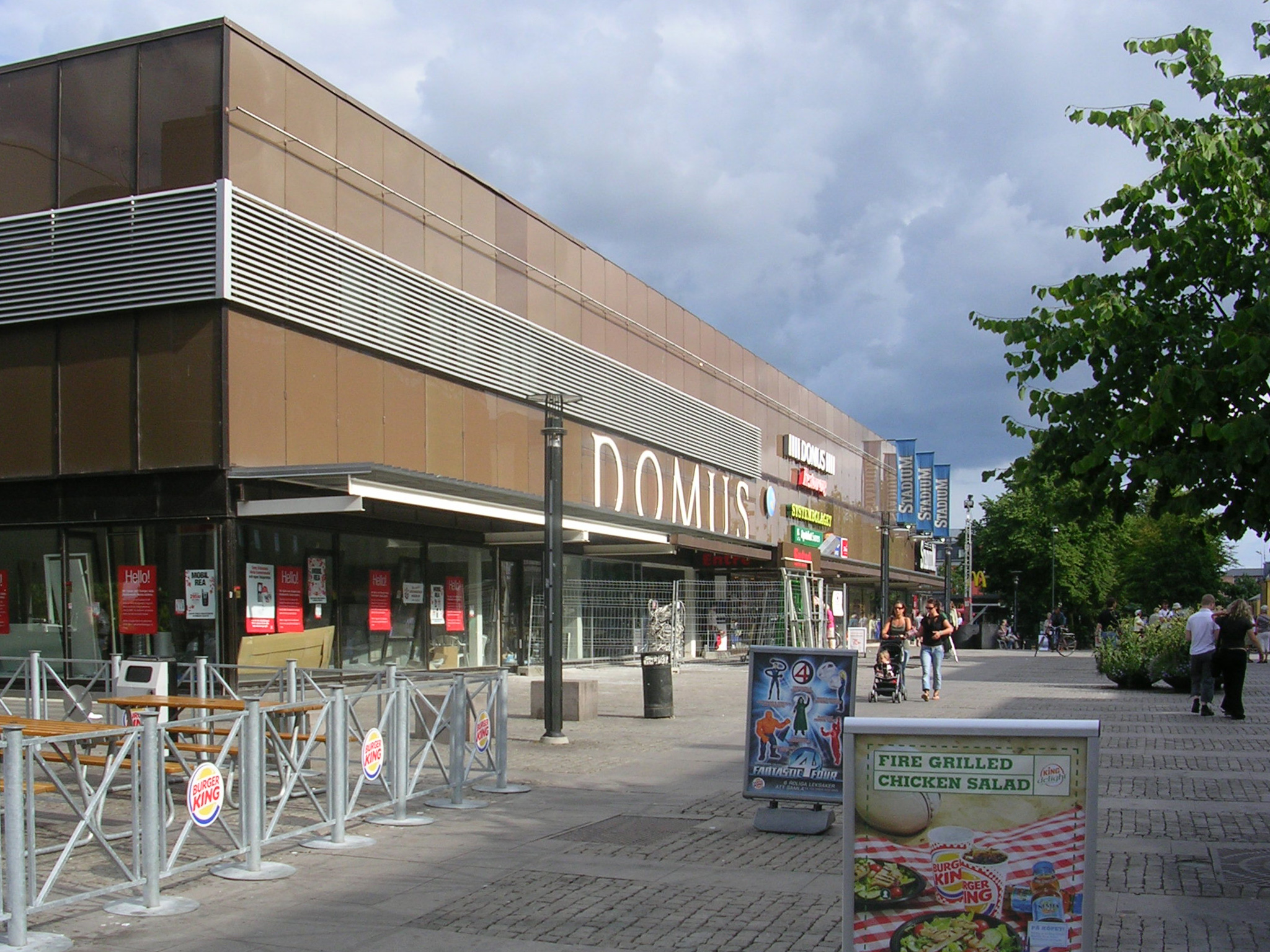
Domus i Kristianstad
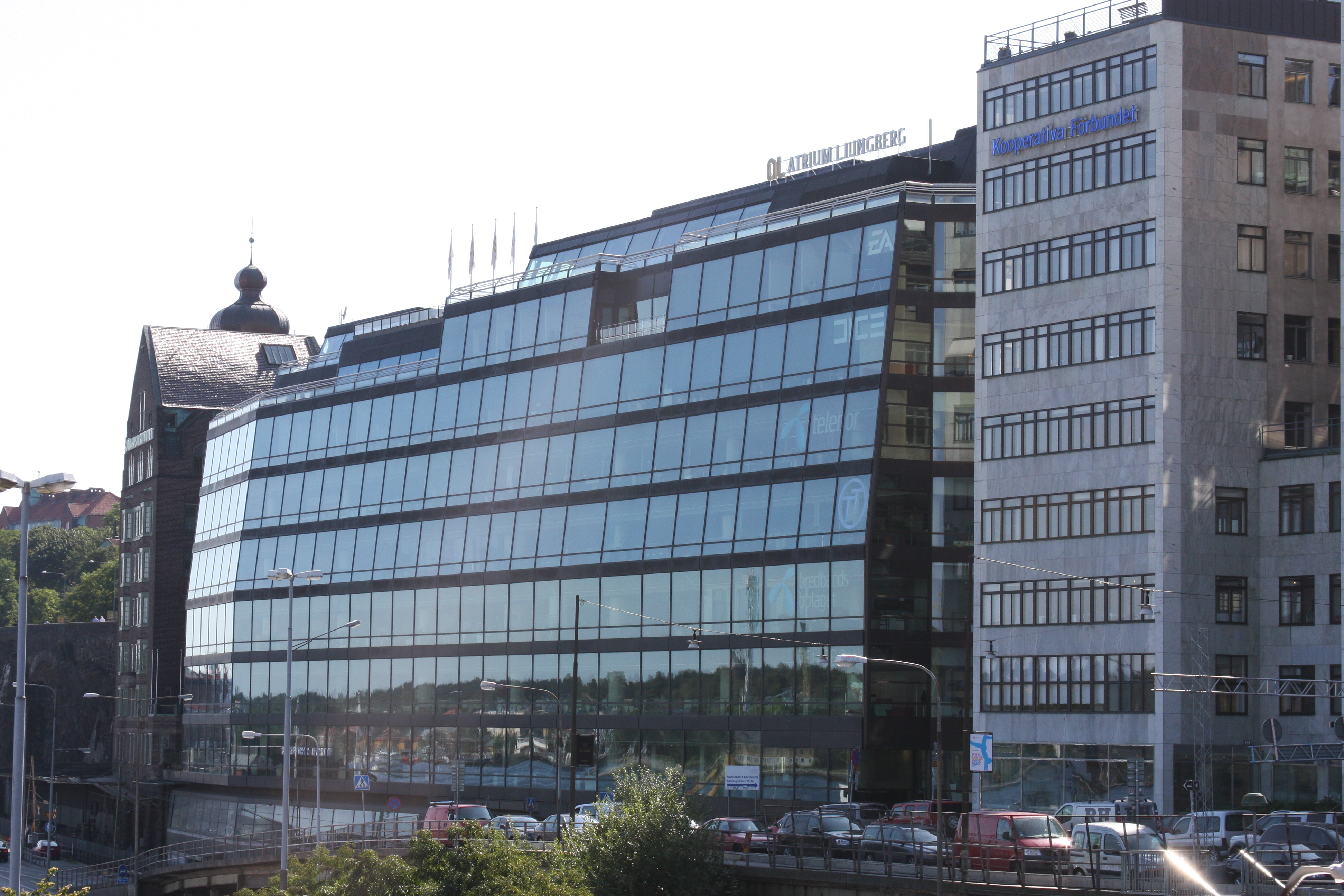
KF:s Glashus
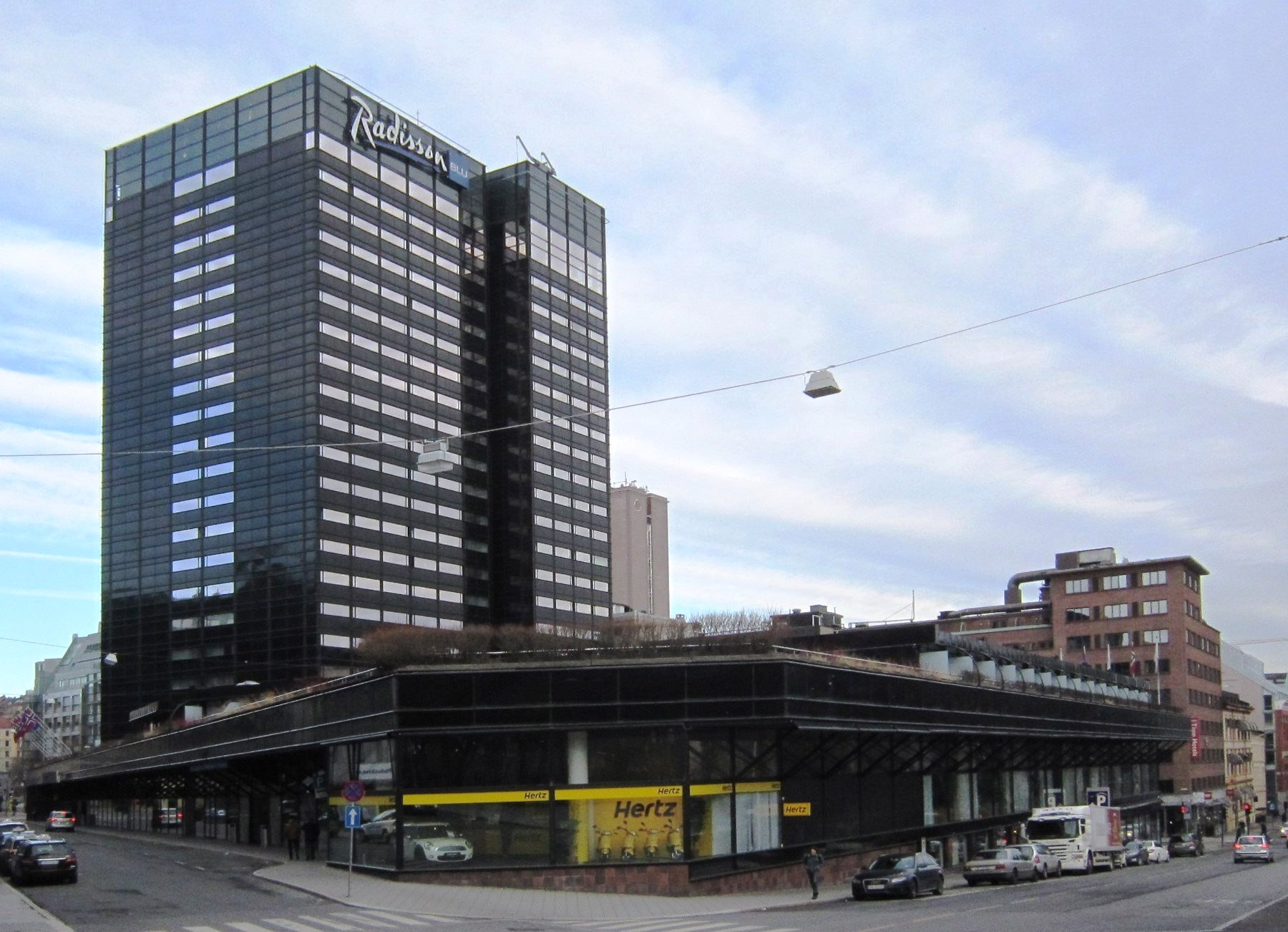
Radisson Blu Hotel Scandinavia Oslo